# Временное среднее
Временно́е среднее функции по траектории динамической системы — это предел чезаровских средних значений функции в точках траектории.
Рассмотрим динамическую систему c дискретным временем, заданную итерациями отображения {\displaystyle f\colon X\to X}. Пусть на фазовом пространстве {\displaystyle X} задана функция {\displaystyle \varphi \colon X\to \mathbb {R} }. Частичным временны́м средним функции {\displaystyle \varphi } по орбите точки {\displaystyle x} за {\displaystyle n} шагов называется чезаровское среднее значений функции в точках орбиты:
{\displaystyle {\bar {\varphi }}^{n}(x)={\frac {1}{n}}\sum _{k=0}^{n-1}\varphi \circ f^{k}(x)}.
Временны́м средним называется предел частичных временных средних при {\displaystyle n\to \infty }:
{\displaystyle {\bar {\varphi }}(x)=\lim _{n\to \infty }{\bar {\varphi }}^{n}=\lim _{n\to \infty }{\frac {1}{n}}\sum _{k=0}\varphi \circ f^{k}(x)}
Для системы с непрерывным временем временное среднее определяется следующим образом. Пусть преобразование фазового потока задаётся функцией {\displaystyle f(\cdot ;t)\colon X\to X}. Тогда временное среднее определяется как предел следующего вида:
{\displaystyle {\bar {\varphi }}(x)=\lim _{T\to \infty }{\frac {1}{T}}\int _{0}^{T}\varphi \circ f(x;t)\,dt}
Одним из важных результатов эргодической теории является равенство временных и пространственных средних (т.е. интеграла по пространству) непрерывных функций для почти всех траекторий эргодических систем.
Пример Боуэна даёт пример системы, в которой типичная непрерывная функция не имеет временных средних для почти всех начальных условий.